# Казанська Алла Олександрівна
Алла Олександрівна Казанська (нар. 15 червня 1920, Кишинів, Румунське королівство — пом. 24 червня 2008, Москва, Росія) — радянська і російська актриса театру і кіно, театральний педагог. Заслужена артистка РРФСР (1960). Народна артистка РРФСР (1971).

## Біографія
Алла Казанська народилася 15 червня 1920 року в Кишиневі, Румунське королівство.
У 15 років вступила до Театрального училища імені Бориса Щукіна, прочитавши байку Івана Крилова «Ворона і Лисиця» і розсмішивши приймальну комісію. З другого курсу грала на сцені театру, а в 1938 році, ще не закінчивши училище, була прийнята до складу трупи Театру імені Є. Вахтангова.
У 1939 році Алла Олександрівна закінчила Театральне училище імені Бориса Щукіна, курс (Йосипа Толчанова та Єлизавети Алексєєвої).
Більше тридцяти років викладала в Театральному училищі імені Бориса Щукіна.
Серед її учнів — Сергій Маковецький, Володимир Симонов, Юлія Рутберг, Ірина Климова, Олексій Кравченко, Григорій Сіятвінда, Людмила Нільська, Андрій Леонов.
Алла Казанська була дружиною кінорежисера Бориса Барнета.
У шлюбі народилася дочка — Ольга Барнет, яка стала актрисою.
Померла Алла Казанська 24 червня 2008 року в Москві.

## Творчість

### Ролі в театрі
- 1941 — «Маскарад» Михайла Лермонтова — Ніна[1]
- «Багато шуму з нічого» — Беатріче
- «Сірано де Бержерак» Едмона Ростана — Роксана
- «Солом'яний капелюшок» Ежен Марі Лабіша і Марк-Мішеля — Жоржетта
- «Шостий поверх» — Берт Ардіс
- «На всякого мудреця досить простоти» Олександра Островського — Турусина
- «Дами і гусари» — пані Оргонова
- «Кроки командора» — Карамзіна
- «Без вини винуваті» Олександра Островського — Галчиха
- «Містерія-Буф» — Американка
- «Анна Кареніна» Лева Толстого — Лідія Іванівна
- «Без вини винуваті» Олександра Островського[4]
- «Королева краси» Мартіна Мак-Дона

### Фільмографія
- 1939 — Юність командирів
- 1941 — Хлопець з тайги — Галина Полева
- 1950 — Щедре літо — зоотехнік
- 1962 — Армагеддон — Лікар
- 1971 — На всякого мудреця досить простоти — Турусина
- 1976 — Доктор філософії
- 1976 — Дами і гусари — пані Оргонова
- 1983 — Месьє Ленуар, який... — Ортанс
- 1989 — П'ять кутів
- 1991 — Злочин лорда Артура
- 1993 — Абетка кохання
- 1994 — Стомлені сонцем — Лідія Степанівна
- 1994 — Залізна завіса — Бабуся
- 1995 — На розі, у Патріарших
- 1997 — Святий — Старенька
- 1999 — Затворник — Учителька
- 2000 — Репете — Дружина письменника
- 2001 — Паризький антиквар — Наталія Завадська
- 2004 — Ця пікова дама — Мур, справжня «пікова дама»
- 2004 — Апокриф: музика для Петра і Павла — Бабуся
- 2005 — Ад'ютанти любові — Ганна Антонівна Лопухіна
- 2010 — Стомлені Сонцем 2: Передстояння
- 2011 — Стомлені сонцем 2: Цитадель — Лідія Степанівна

### Озвучування мультфільмів
- 1965 — Життя навпіл
- 1978 — Якщо падають зірки... — читає текст

## Визнання і нагороди
- Заслужена артистка РРФСР (8 березня 1960 року) — за заслуги в галузі радянського мистецтва[5]
- Народна артистка РРФСР (1971)
- Орден Пошани (1996)[6]
- «Кришталева Турандот» в номінації «Найкраща жіноча роль» (2007)[4]

## Публікації
- Казьмина Н. Алла Казанская // Театр имени Евг. Вахтангова / Ред.-составитель Б. М. Поюровский. М.: Центрполиграф, 2001. С.110—132, фото. («Звёзды московской сцены») — ISBN 5-227-01251-2